# Brooklyn (Wisconsin)
Brooklyn ist eine Gemeinde (mit dem Status „Village“) im Dane County und im Green County im US-amerikanischen Bundesstaat Wisconsin. Das U.S. Census Bureau hat bei der Volkszählung 2020 eine Einwohnerzahl von 1.524 ermittelt.
Brooklyn ist Bestandteil der Metropolregion Madison.

## Geografie
Brooklyn liegt im mittleren Süden Wisconsins, im südlichen Vorortbereich von dessen Hauptstadt Madison. Der am Mississippi gelegene Schnittpunkt der drei Bundesstaaten Wisconsin, Iowa und Illinois liegt 135 km westsüdwestlich.
Die geografischen Koordinaten von Brooklyn sind 42°51′13″ nördlicher Breite und 89°22′13″ westlicher Länge. Das Gemeindegebiet erstreckt sich über eine Fläche von 2,82 km². 
Das Zentrum von Madison liegt 26,8 km nördlich. Nachbarorte von Brooklyn sind Oregon (9 km nördlich), Stoughton (19,4 km nordöstlich), Dunkirk (17,5 km östlich), Evansville (12 km südöstlich) und Belleville (19,6 km westlich).
Die nach Madison nächstgelegenen weiteren Großstädte sind Green Bay (252 km nordöstlich), Milwaukee (156 km östlich), Chicago (210 km südöstlich) und Rockford (80,3 km südsüdöstlich).

## Verkehr
Durch das Zentrum von Brooklyn verläuft in West-Ost-Richtung der Wisconsin State Highway 92, in den der Wisconsin State Highway 104 an dessen nördlichem Endpunkt mündet. Alle weiteren Straßen sind untergeordnete Landstraßen, teils unbefestigte Fahrwege sowie innerörtliche Verbindungsstraßen.
Der nächste Flughafen ist der Dane County Regional Airport in Madison (36,3 km nordnordöstlich).

## Bevölkerung
Nach der Volkszählung im Jahr 2010 lebten in Brooklyn 1401 Menschen in 508 Haushalten. Die Bevölkerungsdichte betrug 496,8 Einwohner pro Quadratkilometer. In den 508 Haushalten lebten statistisch je 2,76 Personen. 
Ethnisch betrachtet setzte sich die Bevölkerung zusammen aus 95,1 Prozent Weißen, 2,0 Prozent Afroamerikanern, 0,1 Prozent (eine Person) amerikanischen Ureinwohnern, 0,6 Prozent Asiaten sowie 1,1 Prozent aus anderen ethnischen Gruppen; 1,1 Prozent stammten von zwei oder mehr Ethnien ab. Unabhängig von der ethnischen Zugehörigkeit waren 5,9 Prozent der Bevölkerung spanischer oder lateinamerikanischer Abstammung. 
30,0 Prozent der Bevölkerung waren unter 18 Jahre alt, 64,4 Prozent waren zwischen 18 und 64 und 5,6 Prozent waren 65 Jahre oder älter. 49,6 Prozent der Bevölkerung war weiblich.
Das mittlere jährliche Einkommen eines Haushalts lag bei 72.115 USD. Das Pro-Kopf-Einkommen betrug 25.778 USD. 6,9 Prozent der Einwohner lebten unterhalb der Armutsgrenze.